# Lespourcy
Lespourcy település Franciaországban, Pyrénées-Atlantiques megyében. Lakosainak száma 183 fő (2022. január 1.). Lespourcy Abère, Baleix, Lombia, Saint-Laurent-Bretagne, Sedze-Maubecq, Sedzère és Urost községekkel határos.

## Népesség
A település népességének változása:
| Lakosok száma | 194  | 196  | 201  | 192  | 190  | 189  | 188  | 189  | 183  |
|               | 2013 | 2015 | 2016 | 2017 | 2018 | 2019 | 2020 | 2021 | 2022 |